# La Estación (Hontanares de Eresma)
La Estación es una localidad española perteneciente al municipio de Hontanares de Eresma, en la provincia de Segovia, comunidad autónoma de Castilla y León, España. Está situada a un kilómetro de Hontanares de Eresma y en 2024 contaba con 1153 habitantes, más incluso que la propia localidad de Hontanares de Eresma con 509 ese año. Su densidad de población supera los 300 hab/km².

## Toponimia
Se llama así por su proximidad a la antigua estación de ferrocarril de Hontanares de Eresma perteneciente a la línea Segovia-Medina del Campo, cuyo trazado se encuentra actualmente desmantelado.

## Historia
En 1940 ya figura como una pedanía de Hontanares de Eresma que contabiliza cuatro viviendas y otras cinco edificaciones, aglutinando en total a 28 habitantes de derecho; los mismos que de hecho.
No sería hasta el comienzo del siglo XXI cuando la localidad experimenta un vertiginoso aumento urbanístico y poblacional que multiplicó por casi 80 su padrón de habitantes, quedando conformada en la actualidad por las urbanizaciones de Alameda del Eresma, El Canto y La Atalaya, además de casas individuales.

## Demografía
Evolución de la población
| Gráfica de evolución demográfica de La Estación entre 1940 y 2024 |
| |
| Población residente (1940) según el censo de población de la Dirección General de Estadística. Población residente (2000-2020) según los censos de población del INE. Población según el padrón municipal de 2021 del INE. |

## Patrimonio
- Antigua estación de ferrocarril.[5]